# Devin Goodsell
Devin Goodsell (* in Boulder, Colorado) ist ein US-amerikanischer Schauspieler und Filmproduzent.

## Leben
Goodsell wurde in Boulder im US-Bundesstaat Colorado geboren und wuchs in Süd- und Zentralkalifornien auf. Aufgrund eines Schulprojektes, begann er sich für die Berufe als Pilot, Informatiker und den eines Schauspielers zu interessieren. Nach der High School besuchte er das College, wo er einen Bachelor-Abschluss in Informatik machte. 2009 verstarb seine Mutter und er entschied, sich wieder seinem damaligen Berufswunsch als Schauspieler zu widmen.
Erste Filmrollen erhielt Goodsell ab 2010 in verschiedenen Kurzfilmen. 2011 gab er sein Filmschauspieldebüt in Minds, Adolescents. 2012 verkörperte er in zwei Episoden der Fernsehserie For the Winning die Rolle des Broseph Smith. Ab 2013 trat er auch als Filmproduzent für Kurzfilme in Erscheinung. 2015 übernahm er in zwei Episoden der Fernsehserie The Mailroom die Rolle des Chad. Im selben Jahr fungierte er für den Film Man Down als Executive Producer. Im Folgejahr übernahm er im Horrorfilm The Evil Ones – Die Verfluchten die männliche Hauptrolle des Jesse und fungierte außerdem als Produzent.

## Filmografie (Auswahl)

### Schauspiel
- 2010: Dust (Kurzfilm)
- 2010: Fentress (Kurzfilm)
- 2011: Minds, Adolescents
- 2011: Out of Time (Kurzfilm)
- 2011: One More Cup of Coffee (Kurzfilm)
- 2011: Gut Feeling (Kurzfilm)
- 2011: A Second Chance at Christmas (Kurzfilm)
- 2012: For the Winning (Fernsehserie, 2 Episoden)
- 2012: Blackout (Kurzfilm)
- 2012: The Deep End (Kurzfilm)
- 2012: Lost Wynter Memories (Kurzfilm)
- 2013: Horror Haiku (Fernsehserie, Episode 1x05)
- 2013: Lovelesslust Live: Things We'd Like Not To Remember
- 2013: Locked (Kurzfilm)
- 2013: Bloodsucka Jones
- 2014: If. (Kurzfilm)
- 2015: Breaks Just Like a Little Girl (Kurzfilm)
- 2015: Cafe Glass (Kurzfilm)
- 2015: The Mailroom (Fernsehserie, 2 Episoden)
- 2016: The Evil Ones – Die Verfluchten (Bornless Ones)

### Produktion
- 2013: To Kristen with Love (Kurzfilm)
- 2014: My Christmas Wish (Kurzfilm)
- 2014: If. (Kurzfilm)
- 2015: Man Down
- 2015: Cafe Glass (Kurzfilm)
- 2016: The Evil Ones – Die Verfluchten (Bornless Ones)